# クラピア

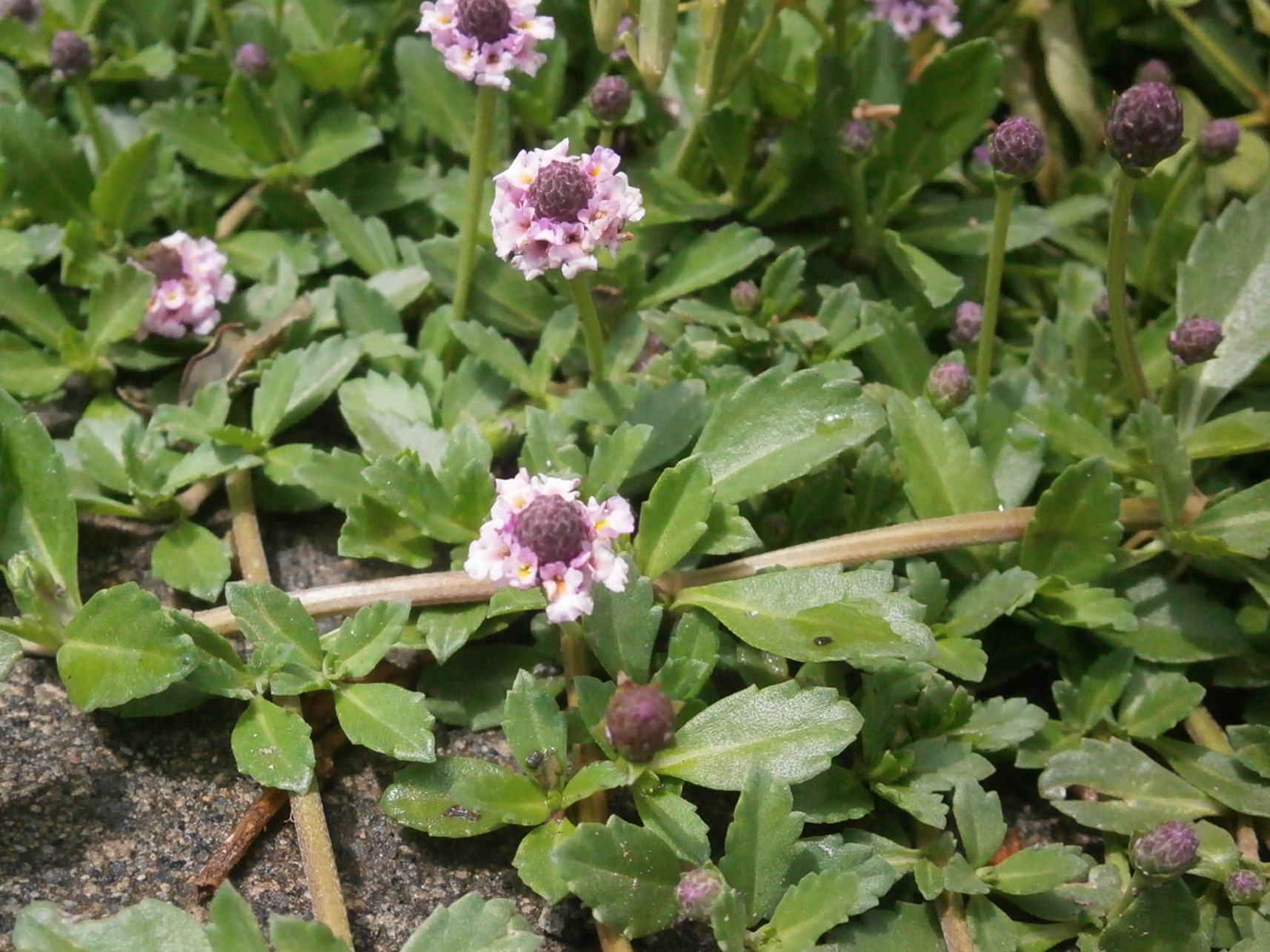
クラピア

クラピアは、日本国内に自生するイワダレソウを原種として改良された緑化植物である。

## 概要
宇都宮大学で講師を務めていた倉持仁志の手によって作出されたもので、沖縄県に自生するイワダレソウを原種に、『草で草を制す』という観念を元に改良を重ねて生み出されたものである。
芝は葉が上向きに成長するため飛来してきた雑草種子が地面に落ちて発芽しやすいが、クラピアは横に幾重にも重なりながら生育するため雑草種子が落ちにくく発芽もしにくい。また、葡萄茎で横に広がり、芝生よりも刈り込みの回数を減らすことができる。成長の速さは芝の10倍である。
土壌流出防止効果も高く、根を深く張り根量も多いことから土壌をしっかりと抑え、法面保護や土留の効果を発揮する。根を深く張ることから乾燥にも強く、全面被覆後の水やりは不要となる。また、海岸近くに自生するイワダレソウの高い耐塩性も持っており、海岸沿いの緑化が難しい場所や塩害を受けた土壌でも生育することができる。
クラピアは在来種であるイワダレソウを改良した品種であり、生態系被害防止外来種リストから除外されている。種を付けない不稔性として改良されているため、意図しないところに種が運ばれで勝手に広がる恐れはない。また、不稔性以外にも日陰に弱い性質であることから、植栽地から逸脱して環境を汚染する危険性は低い。

## 種類
※括弧内は正式な品種名。
クラピアS1（カンポエルバ）
Sヒトシに与那国島産のイワダレソウを交配して育成された品種。
クラピアS2（Sヒトシ2世）
ヒメイワダレソウにSヒトシを交配して育成された品種。
クラピアK5（GPK5世）
ヒメイワダレソウとイワダレソウの交雑品種。花色は薄桃色で、葉色は淡緑、民間工事や一般家庭での植栽向き。
クラピアK7（K7世）
イワダレソウの品種。花色は白色で、葉色は深緑、公共工事などで利用されている。
クラピアK3（K3世）
イワダレソウの品種。花色は桃色で、葉色は淡緑、厚い層を形成することから防草に適している。